# Ахат
Ахат (енгл. Agate, фр. Agate, рус. Агат) је минерал и драги камен различитих боја. Представља нагомилавање различитих облика кварца, углавном калцедона, који је микрокристализована силикатна киселина. Употребљава се за израду накита. Ахат је добио име по реци Ахат (сада Дрило) на Сицилији, где је први пут нађен.

## Генеза и карактеристике
Већина ахата налази се у вулканским стенама или старим отврдлим лавама. У шупљинама, које су настајале у растопљеној маси, а коју је онда делимично или потпуно испуњавала силиктна материја. Такав ахат показује паралелне линије.

## Физичко-хемијска својства
Има степен тврдоће 7 по Мосовој скали. Не раствара се у киселинама, сем у HF. Непрозиран је.
Различите боје ахата потичу од присуства (примеса) различитих једињења гвожђа и мангана.

## Налазишта
- Русија, Урал
- Бразил
- Чешка
- Сицилија
- Уругвај
- Немачка, Идар-Оберштајн, Саска
- Индија, Декан

## Предања везана са ахатом
У давна времена користио се за израду накита, печата, посуда. Када се од ахата правило огледало сујеверни су га користили против враџбина. У време ренесансе у Италији користио се као талисман.